# Cambridge, Ontario
Cambridge är en ort i Kanada.   Den ligger i provinsen Ontario, i den sydöstra delen av landet, 400 km sydväst om huvudstaden Ottawa. Cambridge ligger 272 meter över havet och antalet invånare är 120 372. Staden bildades den 1973 när samhällena "Galt", "Preston" och "Hespeler" slogs samman. Preston hette tidigare "Cambridge Mills" namngivet efter den engelska staden Cambridge.
Terrängen runt Cambridge är huvudsakligen platt. Cambridge ligger nere i en dal. Runt Cambridge är det ganska tätbefolkat, med 52 invånare per kvadratkilometer.. Närmaste större samhälle är Kitchener, 17,6 km väster om Cambridge. 
Omgivningarna runt Cambridge är en mosaik av jordbruksmark och naturlig växtlighet.